# 도라미촌
도라미촌(東浪見村)은 지바현 조세이군에 일찍이 존재했던 촌이다.

## 지리
- 현재의 이치노미야정 동남부에 해당한다.
- 마을은 구주쿠리 해변이 있으며, 태평양에 접한다.

## 역사
- 1889년 4월 1일 - 정촌제 시행에 수반해, 나가라군 도라미촌이 성립하였다.
- 1897년 4월 1일 - 나가라군이 폐지되어 조세이군이 되었다.
- 1953년 11월 3일 - 이치노미야정과 합병해 새로운 이치노미야정이 신설해, 동일 도라미촌은 폐지되었다.

## 인구
| 1891년 | 2,660 |
| 1925년 | 2,290 |
| 1950년 | 2,953 |

## 교통

### 철도
- 일본국유철도 (→ 동일본 여객철도
  - 소토보 선

### 도로
- 2급국도
  - 국도 128호선

## 참고문헌
- 大日本篤農家名鑑編纂所編『大日本篤農家名鑑』大日本篤農家名鑑編纂所、1910年。
- 角川日本地名大辞典編纂委員会『가도카와 일본 지명 대사전 12 千葉県』、가도카와 쇼텐、1984年 ISBN 4-04-001120-1